# ジェームス・ローゼンクイスト

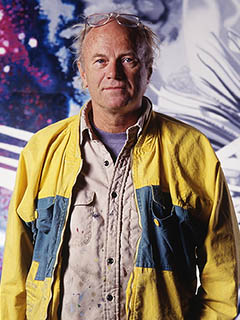
ジェームス・ローゼンクイスト

ジェームス・ローゼンクイスト（James Rosenquist，1933年11月29日 - 2017年3月31日）はアメリカの美術家。広告などを題材とした作品で知られ、ポップアートの画家、主唱者の一人とされる。ローゼンクィストと表記されることもある。

## 人物
ノースダコタ州グランドフォークス生まれ。中学校時代に短期奨学生の資格でミネアポリス美術学校で学び、引き続いて1952年から1954年までミネソタ大学ツインシティー校で絵の勉強をした。1955年、ニューヨークに移り、Art Students League of New Yorkの奨学生となった。
1957年から1960年まで、看板画家として生計を立てる。それは後にポップアート・シーンで名をはせる画家にとってはうってつけの修行でもあった。1960年から、ローゼンクイストは看板書きのテクニックを巧みに応用して巨大な絵を描き出した。他のポップ・アーティスト同様、ローゼンクイストも広告と大衆文化の視覚的言語（ファニーで、低俗で、けしからぬことが多い）を美術の文脈に適用させた。ローゼンクイストが国際的評価を受けたのは1965年の部屋いっぱいに書かれた『F-111』だった。
ローゼンクイストは、断片的で奇妙に不釣り合いなイメージを取り上げ、それらをカンヴァスの上で組み合わせる/重ねる/並べるなどして、視覚的なストーリーを作り上げる。より抽象的・挑発的な方法で描かれた、U-Haul社のトラック、オキシドール洗剤の箱といったよく生活の中でよく見かけるオブジェが、見る者に息もつかせず訴えかける。
絵画に加えて、ローゼンクイストは巨大な版画・スケッチ・コラージュも数多く制作している。たとえば『Time Dust』（1992年）という版画は、約2.1m x 10.6mという大きさで、世界最大の版画と考えられている。ローゼンクイストはこれまでいくつかの栄誉を受けている。たとえば、1963年のArt In America Young Talent USAへの選出、1978年のNational Council of the Artsの評議会就任（6年間）、1988年と2002年のAcademy of AchievementのGolden Plate Award受賞など。Fundación Cristóbal Gabarrónは、世界文化に対する功績に対して、年間国際美術賞をローゼンクイストに授与した。
1972年にはローゼンクイストにとって初となる回顧展がニューヨークのホイットニー美術館およびケルンのヴァルラーフ・リヒャルツ博物館で催されて以来、ローゼンクイストはアメリカ内外のギャラリー・美術館の注目の的となった。大規模委嘱作品の制作は続けられ、その中には、ベルリンのグッゲンハイム美術館のためのEcono-mistの3枚続きの絵画『The Swimmer』（1997年 - 1998年）、パリのシャイヨ宮の天井画のために計画された絵画がある。ローゼンクイストはこれまで、刺激的な方法で進化し、また若い世代の美術家たちに影響を与え続けてきた。作家ダグラス・クープランドが『Polaroids from the Dead』の1章で、ローゼンクイストの『F-111』に言及しているのは興味深いことである。